# CQD
Il CQD (— · — · / — — · — / — · ·) è stato un segnale di soccorso radiotelegrafico in codice Morse.
È composto da CQ, indicativo di chiamata generale indirizzata a tutte le stazioni (derivato dal francese "sécu", abbreviazione di sécurité), seguito da D che sta per Distress (in pericolo): non vi è quindi motivo di ritenere, come spesso si crede, che sia l'acronimo di Come, Quick, Distress (venite, presto, siamo in pericolo), acronimo in cui solo l'ultima lettera corrisponde alla realtà. 
Fu in uso in ambito marittimo fino al 1912, l'anno dell'affondamento del Titanic, per chiedere immediata assistenza da parte di altre navi. Venne poi sostituito dal più famoso segnale SOS, costituito da tre punti seguiti da tre linee e altri tre punti (· · · / — — — / · · ·), molto più facile da riconoscere; durante il naufragio del famoso transatlantico inglese, i marconisti di bordo Jack Phillips e Harold Bride utilizzarono sia il CQD sia, per la prima volta, l'SOS. 